# Gounda
Gounda est une localité située dans le département d'Arbollé de la province du Passoré dans la région Nord au Burkina Faso.

## Géographie
Gounda est situé à 10 km à l'est de Kaba, à environ 30 km au sud-est du centre d'Arbollé, le chef-lieu du département, et à 7 km à l'ouest de la route nationale 2 allant vers le nord-ouest du pays. Le village est à environ 60 km au sud-est de Yako.

## Santé et éducation
Le centre de soins le plus proche de Gounda est le centre de santé et de promotion sociale (CSPS) de Kaba tandis que le centre médical avec antenne chirurgicale (CMA) de la province se trouve à Yako.
Le village possède une école primaire de trois classes, alimentée par des panneaux solaires, financée en partie par l'association ERIKS et l'Office de développement des Églises évangéliques (ODE).